# Sarran
Sarran är en kommun i departementet Corrèze i regionen Nouvelle-Aquitaine i de centrala delarna av Frankrike. Kommunen ligger  i kantonen Corrèze som tillhör arrondissementet Tulle. År 2022 hade Sarran 274 invånare.

## Befolkningsutveckling
Antalet invånare i kommunen Sarran
Referens:INSEE